# Adolphe Lance
Pour les articles homonymes, voir Lance (homonymie).
Adolphe Étienne Lance est un architecte français né à Littry (Calvados) le 3 août 1813 et mort à Paris le 24 décembre 1874 .

## Biographie
Il s'est formé au métier d'architecte dans l'atelier de Guillaume Abel Blouet et sur les chantiers de Louis Visconti.
En 1850, il est nommé inspecteur des bâtiments civils et à l'inspection des travaux de l'abbaye de Saint-Denis avec Eugène Viollet-le-Duc et, en 1854 du Conservatoire national des arts et métiers de Paris sous la direction de Léon Vaudoyer.
Il est nommé architecte du gouvernement en 1854.
L'architecte diocésain lui confie la restauration de la cathédrale Saint-Étienne de Sens. En 1857 il est chargé de la restauration de la cathédrale Saint-Gervais-et-Saint-Protais de Soissons.
En 1864, il est nommé architecte du Conservatoire de musique de Paris où il fait la restauration de la salle des concerts.
En 1872 il a commencé la restauration de l'église Saint-Jacques de Dieppe et du château de Touvent près de Bolbec.
Il a construit de nombreuses maisons à Paris et au Havre, le lycée professionnel de Mont-de-Marsan, en 1863, et le lycée de Poitiers, en 1865, les séminaires de Soissons et de Sens.
Il est membre de la Société centrale des architectes depuis 1847, membre du Comité des lycées en 1861, membre du Comité des travaux historiques en 1865, du Comité de la Société de l'histoire de l'art français depuis 1872. 
Il a fondé en 1847 le Moniteur des Architectes, et a collaboré au journal Le Siècle, et, entre 1851 et 1862, de L’ Encyclopédie d’architecture fondé par Victor Caillat.
Il a dirigé la publication du Dictionnaire des architectes français, en 1872.
En 1873 il est membre du jury de l'Exposition universelle de Vienne.

## Distinction
- Chevalier de la Légion d'honneur en 1862[2].

## Publications
- Dictionnaire des architectes français :
  - tome 1 en ligne sur wikisource
  - tome 2 en ligne sur wikisource
- Exposition universelle des Beaux-Arts de 1855. Architecture : Compte rendu (lire en ligne)
- Rapport sur la proposition de M. Harou-Romain relative à l'assainissement des maisons insalubres (lire en ligne)
- Excursion en Italie : Aix-les-Bains, Chambéry, Turin... (lire en ligne)
- Notice sur la vie et les travaux de M. Achille Leclère, architecte (lire en ligne)
- Notice sur la vie et les travaux de Paul-Marie Le Tarouilly, architecte (lire en ligne)
- Jules Bouchet, architecte, notice sur sa vie et ses travaux (lire en ligne)